# Barry (Hautes-Pyrénées)
Pour les articles homonymes, voir Barry.
Barry est une commune française située dans le centre du département des Hautes-Pyrénées, en région Occitanie. Sur le plan historique et culturel, la commune est de l’ancien comté de Bigorre, comté historique des Pyrénées françaises et de Gascogne.
Exposée à un climat océanique altéré, elle est drainée par l'Échez et par divers autres petits cours d'eau. La commune possède un patrimoine naturel remarquable composé de deux zones naturelles d'intérêt écologique, faunistique et floristique.
Barry est une commune rurale qui compte 133 habitants en 2022, après avoir connu une forte hausse de la population depuis 1962. Elle est dans l'agglomération de Juillan et fait partie de l'aire d'attraction de Tarbes. Ses habitants sont appelés les Barrois ou  Barroises.

## Géographie

### Localisation
La commune de Barry se trouve dans le département des Hautes-Pyrénées, en région Occitanie.
Elle se situe à 10 km à vol d'oiseau de Tarbes, préfecture du département, et à 6 km d'Ossun, bureau centralisateur du canton d'Ossun dont dépend la commune depuis 2015 pour les élections départementales.
La commune fait en outre partie du bassin de vie de Tarbes.
Les communes les plus proches sont : 
Bénac (0,9 km), Layrisse (1,5 km), Averan (1,7 km), Lanne (2,2 km), Hibarette (2,3 km), Orincles (2,4 km), Julos (3,0 km), Louey (3,3 km).
Sur le plan historique et culturel, Barry fait partie de l’ancien comté de Bigorre, comté historique des Pyrénées françaises et de Gascogne créé au IXe siècle puis rattaché au domaine royal en 1302, inclus ensuite au comté de Foix en 1425 puis une nouvelle fois rattaché au royaume de France en 1607. La commune est dans le pays de Tarbes et de la Haute Bigorre.
|        | Bénac |          |
| Averan | Barry |          |
| Julos  |       | Orincles |

### Hydrographie
La commune est dans le bassin de l'Adour, au sein du bassin hydrographique Adour-Garonne. Elle est drainée par le Échez et par divers petits cours d'eau, constituant un réseau hydrographique de 7 km de longueur totale,.
Le Échez, d'une longueur totale de 64,1 km, prend sa source dans la commune de Germs-sur-l'Oussouet et s'écoule du sud vers le nord. Il traverse la commune et se jette dans l'Adour à Maubourguet, après avoir traversé 26 communes.

### Climat
Le climat est tempéré de type océanique, en raison de l'influence proche de l'océan Atlantique situé à peu près 150 km plus à l'ouest. La proximité des Pyrénées fait que la commune profite d'un effet de foehn, il peut aussi y neiger en hiver, même si cela reste inhabituel.
| Mois                              | jan.  | fév.  | mars  | avril | mai   | juin  | jui.  | août  | sep.  | oct.  | nov.  | déc.  | année   |
| --------------------------------- | ----- | ----- | ----- | ----- | ----- | ----- | ----- | ----- | ----- | ----- | ----- | ----- | ------- |
| Température minimale moyenne (°C) | 0,6   | 1,3   | 2,7   | 5,2   | 8,3   | 11,6  | 14,1  | 13,9  | 11,7  | 8     | 3,6   | 1,3   | 6,9     |
| Température moyenne (°C)          | 5,3   | 6,1   | 7,8   | 10    | 13,3  | 16,7  | 19,3  | 19    | 17,2  | 13,3  | 8,5   | 5,8   | 11,9    |
| Température maximale moyenne (°C) | 9,9   | 11    | 12,9  | 14,8  | 18,3  | 21,7  | 24,5  | 24    | 22,6  | 18,6  | 13,4  | 10,4  | 16,8    |
| Ensoleillement (h)                | 108,8 | 118,8 | 155,6 | 157,2 | 181,3 | 191,5 | 215,5 | 196,4 | 194,5 | 164,4 | 124,4 | 104,4 | 1 912,8 |
| Précipitations (mm)               | 112,8 | 97,5  | 100,2 | 105,7 | 113,6 | 80,7  | 57,3  | 70,3  | 71    | 85,2  | 93    | 112,1 | 1 099,4 |

### Milieux naturels et biodiversité

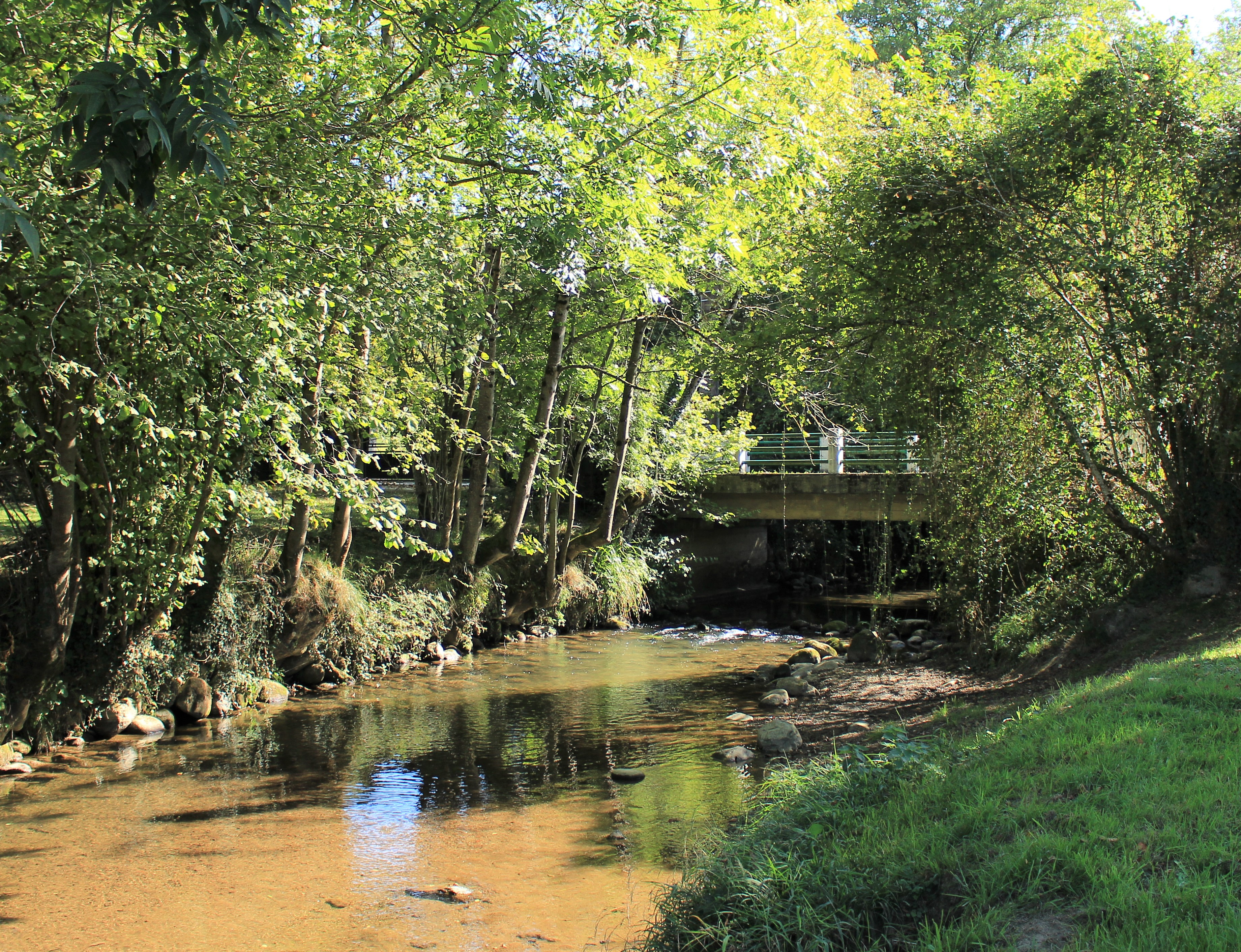
Le pont sur l'Échez.

L’inventaire des zones naturelles d'intérêt écologique, faunistique et floristique (ZNIEFF) a pour objectif de réaliser une couverture des zones les plus intéressantes sur le plan écologique, essentiellement dans la perspective d’améliorer la connaissance du patrimoine naturel national et de fournir aux différents décideurs un outil d’aide à la prise en compte de l’environnement dans l’aménagement du territoire.
Une ZNIEFF de type 1 est recensée sur la commune :
le « réseau hydrographique des Angles et du Bénaquès » (260 ha), couvrant 35 communes du département et une ZNIEFF de type 2, : 
les « coteaux et vallons des Angles et du Bénaquès » (12 879 ha), couvrant 45 communes du département.

## Urbanisme

### Typologie
Au 1er janvier 2024, Barry est catégorisée commune rurale à habitat dispersé, selon la nouvelle grille communale de densité à sept niveaux définie par l'Insee en 2022.
Elle appartient à l'unité urbaine de Juillan, une agglomération intra-départementale regroupant cinq  communes, dont elle est une commune de la banlieue,,. Par ailleurs la commune fait partie de l'aire d'attraction de Tarbes, dont elle est une commune de la couronne,. Cette aire, qui regroupe 153 communes, est catégorisée dans les aires de 50 000 à moins de 200 000 habitants,.

### Occupation des sols
L'occupation des sols de la commune, telle qu'elle ressort de la base de données européenne d’occupation biophysique des sols Corine Land Cover (CLC), est marquée par l'importance des forêts et milieux semi-naturels (61,3 % en 2018), une proportion identique à celle de 1990 (61,3 %). La répartition détaillée en 2018 est la suivante : 
forêts (61 %), zones agricoles hétérogènes (21,8 %), prairies (12,2 %), zones urbanisées (4,6 %), milieux à végétation arbustive et/ou herbacée (0,3 %).
L'IGN met par ailleurs à disposition un outil en ligne permettant de comparer l’évolution dans le temps de l’occupation des sols de la commune (ou de territoires à des échelles différentes). Plusieurs époques sont accessibles sous forme de cartes ou photos aériennes : la carte de Cassini (XVIIIe siècle), la carte d'état-major (1820-1866) et la période actuelle (1950 à aujourd'hui).

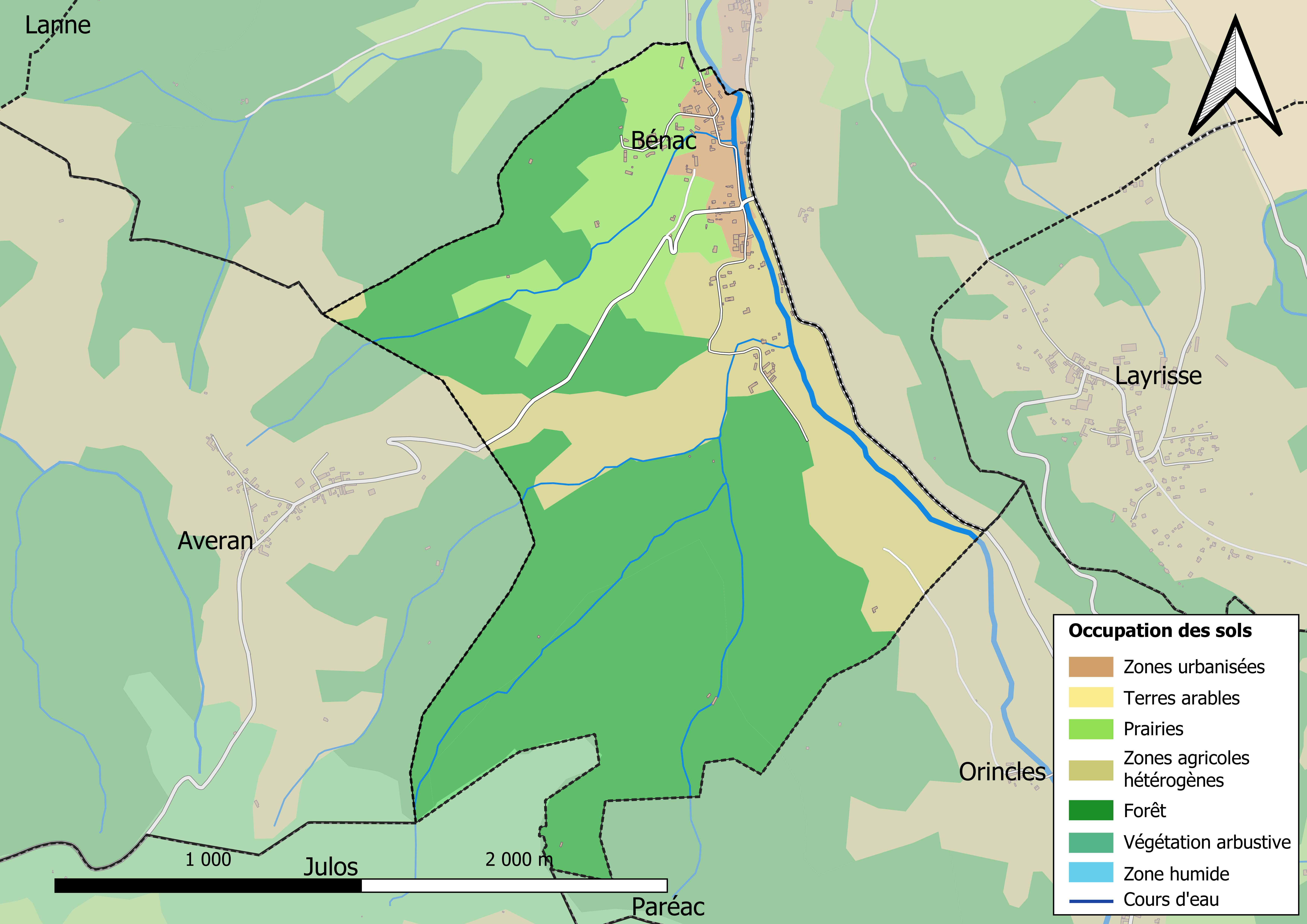
Carte des infrastructures et de l'occupation des sols en 2018 (CLC) de la commune.
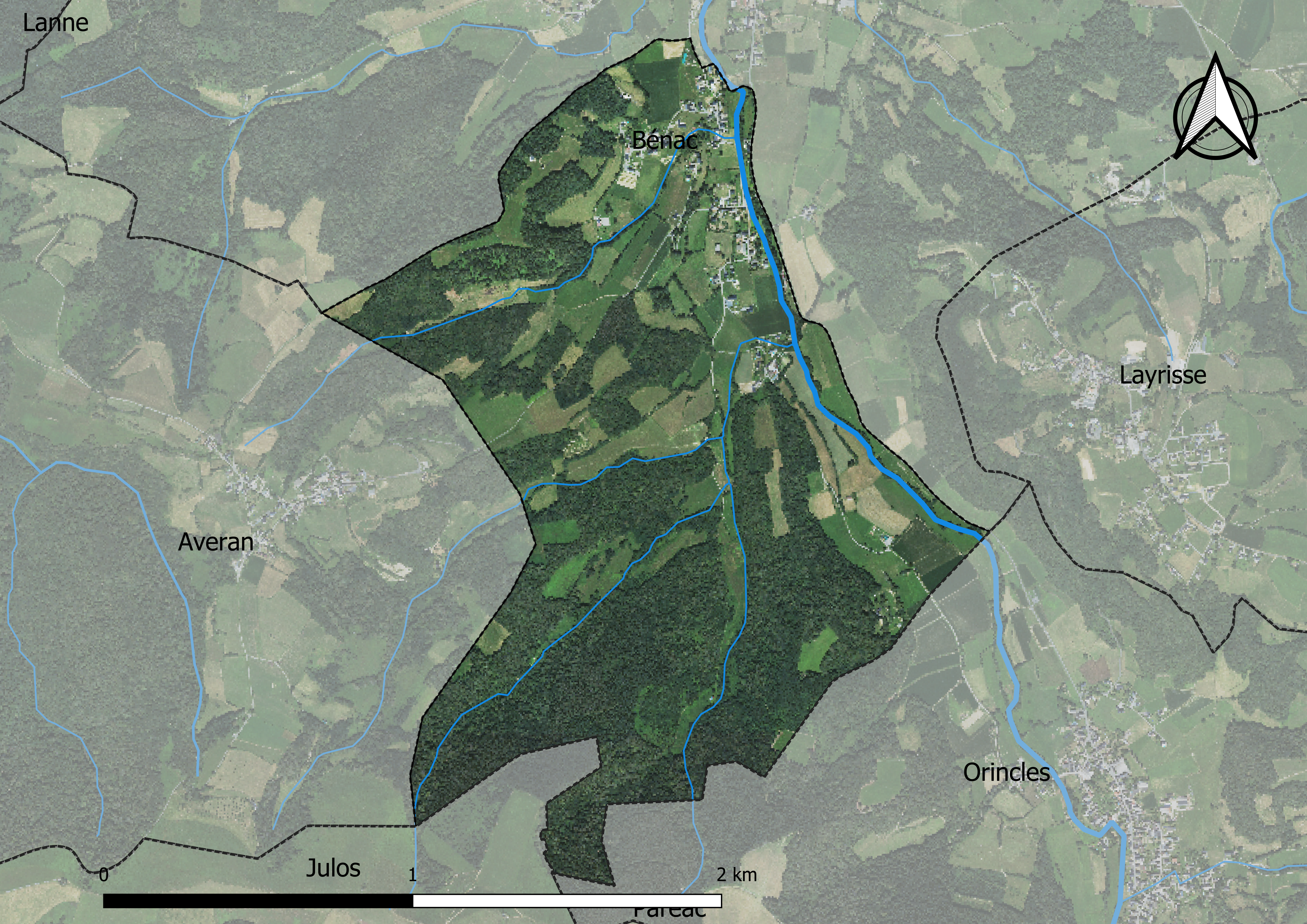
Carte orthophotogrammétrique de la commune.

### Logement
En 2012, le nombre total de logements dans la commune est de 51.

Parmi ces logements, 89,9 % sont des résidences principales, 10,1 % des résidences secondaires et 0,0 % des logements vacants.

### Voies de communication et transports
Cette commune est desservie par les routes départementales D 507 et D 507a.

### Risques majeurs
Le territoire de la commune de Barry est vulnérable à différents aléas naturels : météorologiques (tempête, orage, neige, grand froid, canicule ou sécheresse), inondations, mouvements de terrains et séisme (sismicité moyenne). Un site publié par le BRGM permet d'évaluer simplement et rapidement les risques d'un bien localisé soit par son adresse soit par le numéro de sa parcelle.
Certaines parties du territoire communal sont susceptibles d’être affectées par le risque d’inondation par débordement de cours d'eau, notamment l'Échez. La cartographie des zones inondables en ex-Midi-Pyrénées réalisée dans le cadre du XIe Contrat de plan État-région, visant à informer les citoyens et les décideurs sur le risque d’inondation, est accessible sur le site de la DREAL Occitanie. La commune a été reconnue en état de catastrophe naturelle au titre des dommages causés par les inondations et coulées de boue survenues en 1982, 1999 et 2009,.
Barry est exposée au risque de feu de forêt. Un plan départemental de protection des forêts contre les incendies a été approuvé par arrêté préfectoral le 21 avril 2020 pour la période 2020-2029. Le précédent couvrait la période 2007-2017. L’emploi du feu est régi par deux types de réglementations. D’abord le code forestier et l’arrêté préfectoral du 27 octobre 2014, qui réglementent l’emploi du feu à moins de 200 m des espaces naturels combustibles sur l’ensemble du département. Ensuite celle établie dans le cadre de la lutte contre la pollution de l’air, qui interdit le brûlage des déchets verts des particuliers. L’écobuage est quant à lui réglementé dans le cadre de commissions locales d’écobuage (CLE)

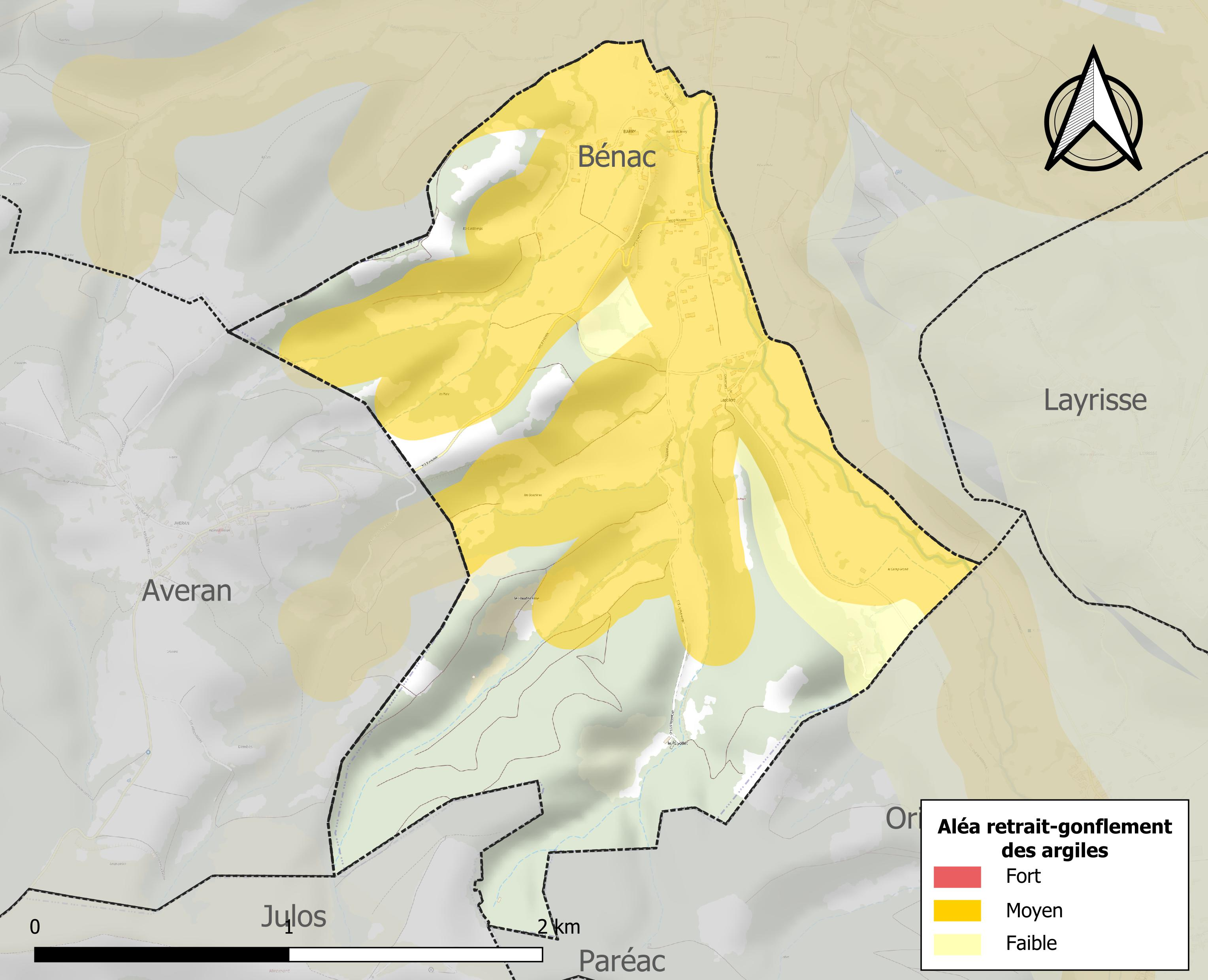
Carte des zones d'aléa retrait-gonflement des sols argileux de Barry.

Les mouvements de terrains susceptibles de se produire sur la commune sont des tassements différentiels.
Le retrait-gonflement des sols argileux est susceptible d'engendrer des dommages importants aux bâtiments en cas d’alternance de périodes de sécheresse et de pluie. 57,7 % de la superficie communale est en aléa moyen ou fort (44,5 % au niveau départemental et 48,5 % au niveau national). Sur les 55 bâtiments dénombrés sur la commune en 2019, 53 sont en aléa moyen ou fort, soit 96 %, à comparer aux 75 % au niveau départemental et 54 % au niveau national. Une cartographie de l'exposition du territoire national au retrait gonflement des sols argileux est disponible sur le site du BRGM,.
Par ailleurs, afin de mieux appréhender le risque d’affaissement de terrain, l'inventaire national des cavités souterraines permet de localiser celles situées sur la commune.
Concernant les mouvements de terrains, la commune a été reconnue en état de catastrophe naturelle au titre des dommages causés par des mouvements de terrain en 1999.

## Toponymie
On trouvera les principales informations dans le Dictionnaire toponymique des communes des Hautes-Pyrénées de Michel Grosclaude et Jean-François Le Nail qui rapporte les dénominations historiques du village :
Dénominations historiques :
- lieu du Barry de Benac (1737, registres paroissiaux) ;
- ne figure pas sur la carte de Cassini (fin XVIIIe siècle).

Étymologie :  de l'occitan barri (= écart, faubourg).
Nom occitan : Barri.

## Histoire

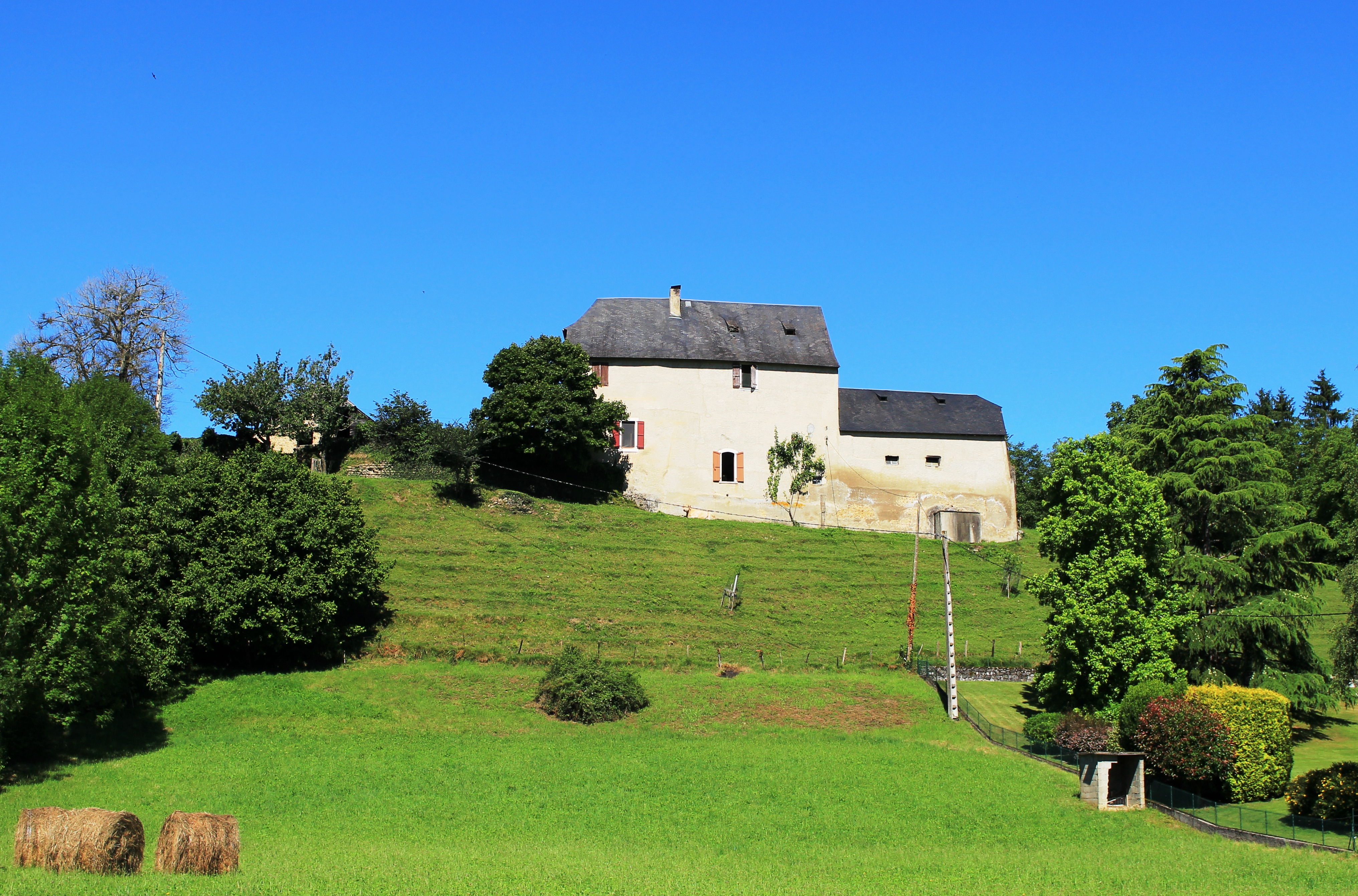
Les restes du château en 2021.

Barry, qui signifie faubourg, était au Moyen Âge un hameau de Bénac. Il abritait ainsi le château des barons de Bénac.
Le château fut détruit en 1794 au grand dam des maires de Barry et Bénac.

### Cadastre napoléonien de Barry
Le plan cadastral napoléonien de Barry est consultable sur le site des archives départementales des Hautes-Pyrénées.

## Politique et administration

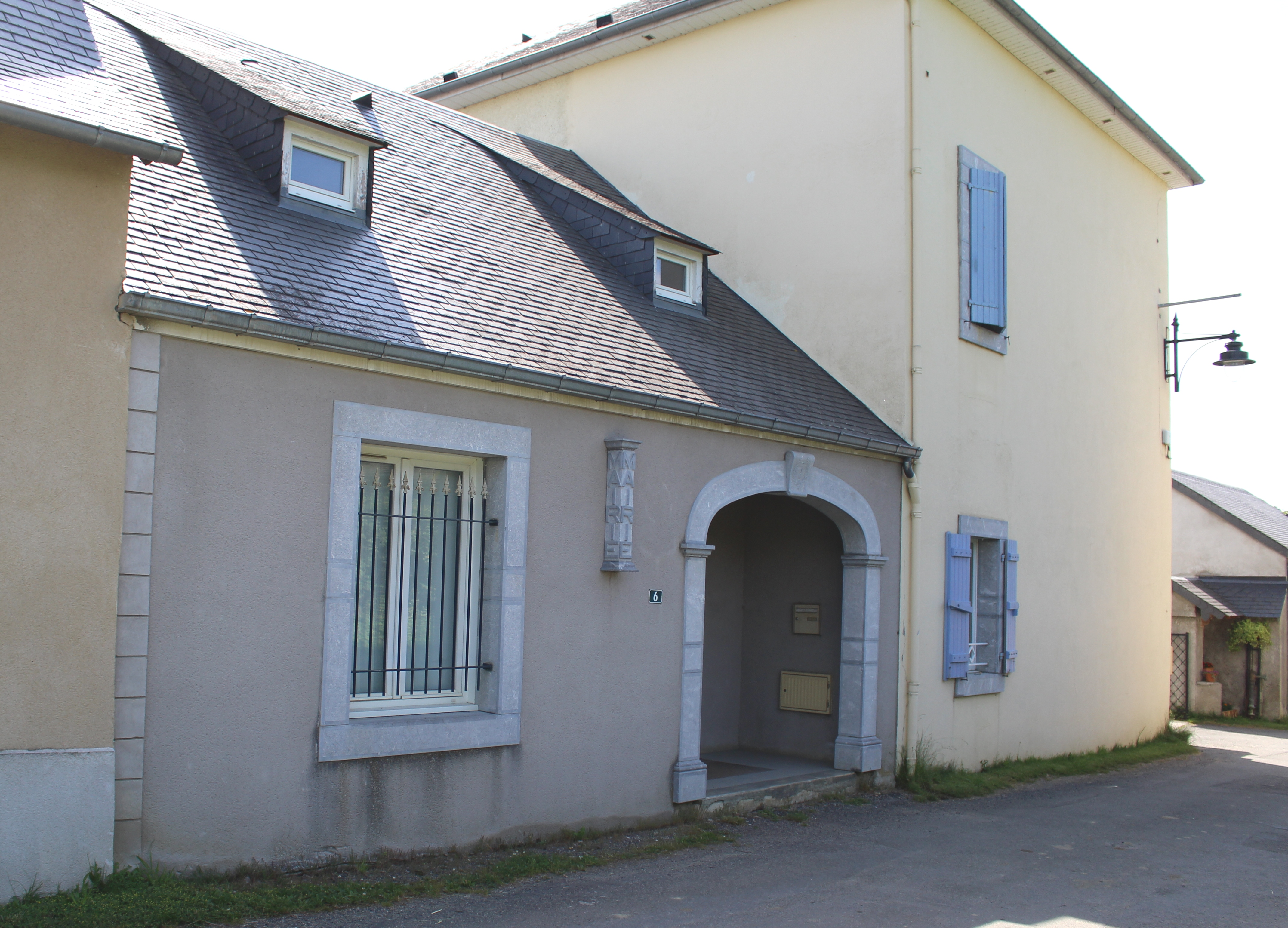
La mairie en 2014.

### Liste des maires
| Période                                  | Période  | Identité      | Étiquette | Qualité |
| ---------------------------------------- | -------- | ------------- | --------- | ------- |
| Les données manquantes sont à compléter. |          |               |           |         |
|                                          |          |               |           |         |
|                                          |          |               |           |         |
| 1995                                     | en cours | Laurent Penin |           |         |

### Rattachements administratifs et électoraux

#### Historique administratif
Dépendance de Bénac, Pays et sénéchaussée de Bigorre, quarteron de  Lourdes, marquisat de Bénac, non cité comme commune en 1790 ni en 1801, et alors probablement rattachée à Bénac, canton d'Ossun (depuis 1790).

#### Intercommunalité
Barry appartient à la Communauté d'agglomération Tarbes-Lourdes-Pyrénées créée en janvier 2017 et qui réunit 86 communes.

## Population et société

### Démographie
| 1800 | 1806 | 1821 | 1831 | 1836 | 1841 | 1846 | 1851 | 1856 |
| ---- | ---- | ---- | ---- | ---- | ---- | ---- | ---- | ---- |
| 126  | 152  | 148  | 134  | 139  | 131  | 137  | 137  | 130  |

| 1861 | 1866 | 1876 | 1881 | 1886 | 1891 | 1896 | 1901 | 1906 |
| ---- | ---- | ---- | ---- | ---- | ---- | ---- | ---- | ---- |
| 127  | 131  | 123  | 118  | 121  | 126  | 120  | 109  | 104  |

| 1911 | 1921 | 1926 | 1931 | 1936 | 1946 | 1954 | 1962 | 1968 |
| ---- | ---- | ---- | ---- | ---- | ---- | ---- | ---- | ---- |
| 99   | 94   | 90   | 77   | 67   | 62   | 65   | 58   | 64   |

| 1975 | 1982 | 1990 | 1999 | 2005 | 2006 | 2010 | 2015 | 2020 |
| ---- | ---- | ---- | ---- | ---- | ---- | ---- | ---- | ---- |
| 65   | 65   | 78   | 112  | 128  | 129  | 133  | 130  | 130  |

| 2022 | - | - | - | - | - | - | - | - |
| ---- | - | - | - | - | - | - | - | - |
| 133  | - | - | - | - | - | - | - | - |

### Enseignement

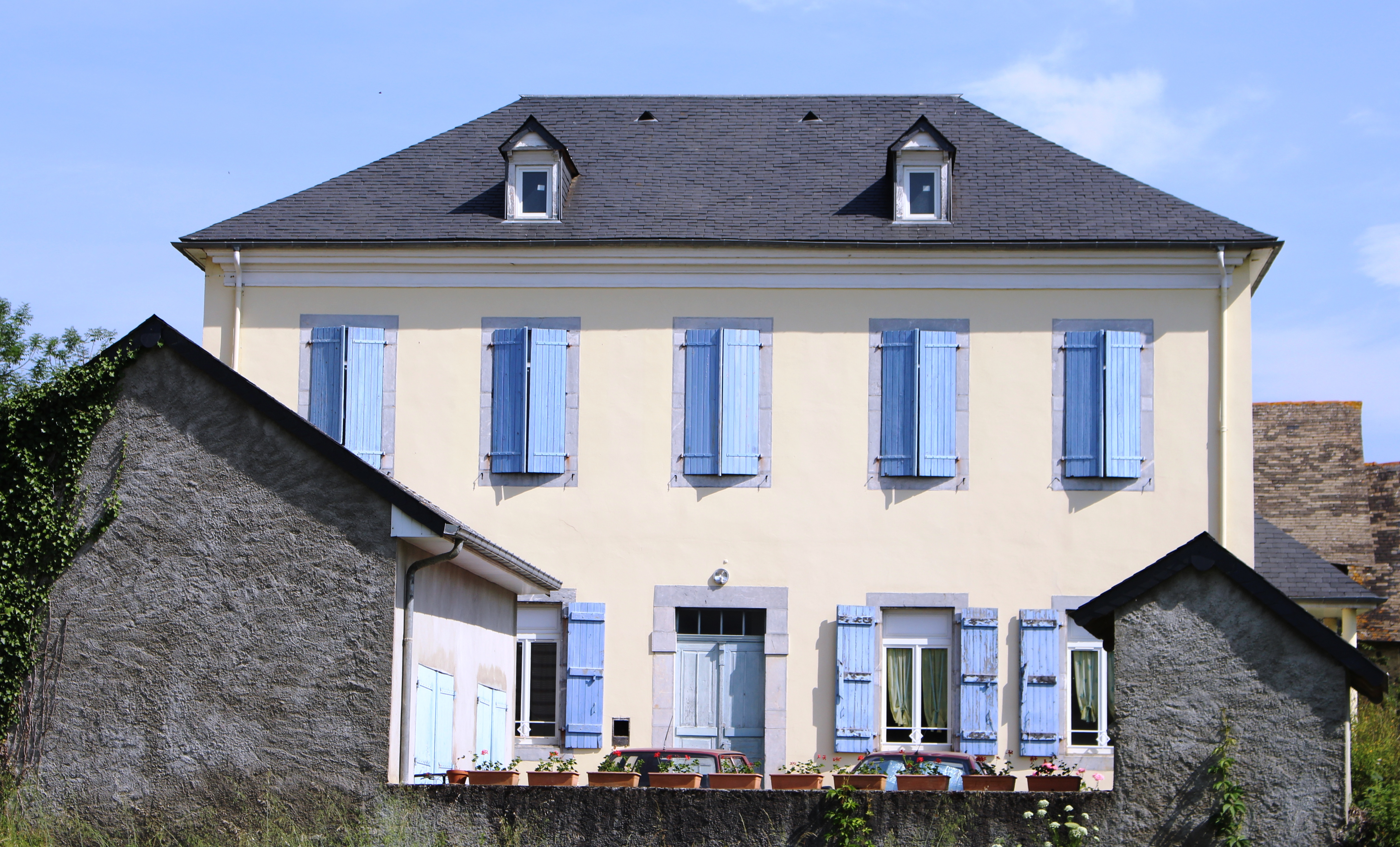
L'ancienne école en 2014.

La commune dépend de l'académie de Toulouse. Elle ne dispose plus d'école en 2016.

### Sports
Louey abrite un club sportif de football (U.S. Marquisat) et un de rugby à XV (R.C. Louey Marquisat) comptant des joueurs dans une dizaine de villages dont Barry.

## Économie

### Emploi
|                | 2008  | 2013  | 2018  |
| -------------- | ----- | ----- | ----- |
| Commune        | 4,1 % | 3,3 % | 3,4 % |
| Département    | 7,7 % | 9,4 % | 9,8 % |
| France entière | 8,3 % | 10 %  | 10 %  |

En 2018, la population âgée de 15 à 64 ans s'élève à 85 personnes, parmi lesquelles on compte 78,4 % d'actifs (75 % ayant un emploi et 3,4 % de chômeurs) et 21,6 % d'inactifs,. Depuis 2008, le taux de chômage communal (au sens du recensement) des 15-64 ans est inférieur à celui de la France et du département.
La commune fait partie de la couronne de l'aire d'attraction de Tarbes, du fait qu'au moins 15 % des actifs travaillent dans le pôle,. Elle compte 3 emplois en 2018, contre 8 en 2013 et 7 en 2008. Le nombre d'actifs ayant un emploi résidant dans la commune est de 65, soit un indicateur de concentration d'emploi de 4,5 % et un taux d'activité parmi les 15 ans ou plus de 67,3 %.
Sur ces 65 actifs de 15 ans ou plus ayant un emploi, 3 travaillent dans la commune, soit 5 % des habitants. Pour se rendre au travail, 97 % des habitants utilisent un véhicule personnel ou de fonction à quatre roues, 1,5 % s'y rendent en deux-roues, à vélo ou à pied et 1,5 % n'ont pas besoin de transport (travail au domicile).

## Culture locale et patrimoine

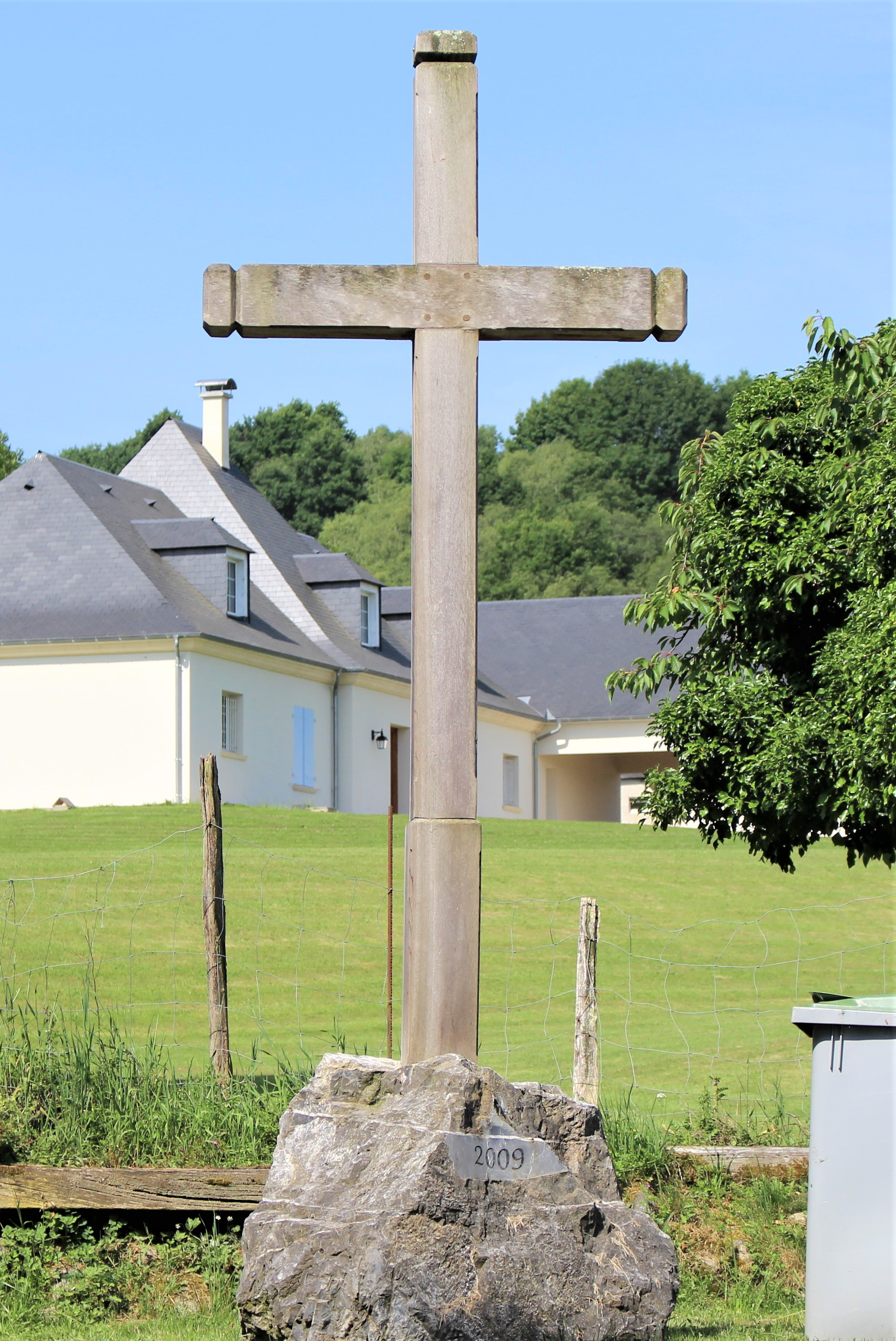
Une croix.

### Lieux et monuments
Quelques remparts et un corps de logis sont les seuls vestiges de l'ancien château des barons de Bénac. Une habitation a été édifiée, sur les hauteurs, en lieu et place de l'ancienne demeure seigneuriale.
Début 2017, la commune est « réputée sans clochers ».

### Personnalités liées à la commune
- Bos de Bénac.

### Héraldique
| Blason | Blasonnement : D’argent à l’ours de sable sur une terrasse de sinople ; au chef d’azur chargé de trois croissants d’argent. |